# Profile Bluff
Das Profile Bluff ist ein 2070 m hohes und markantes Kliff im ostantarktischen Viktorialand. In den Quartermain Mountains ragt es auf halbem Weg zwischen Mount Weller und dem Horizon Bluff auf der Westseite des Beacon Valley auf.
Das New Zealand Geographic Board benannte das Kliff 1993 nach dem Profil aus dem Vermessungswesen.